# Flaga Saint Paul
Flaga Saint Paul – jeden z symboli amerykańskiego miasta Saint Paul.

## Opis flagi
Flagę Saint Paul stanowi prostokątny płat tkaniny o stosunku wysokości do długości jak 4:5, złożony z trzech jednakowej wysokości stref (pasów) barwnych ułożonych poziomo, z których dolny i górny są barwy żółtej a środkowy barwy błękitnej. Pośrodku flagi umieszczono tarczę herbową o czerwonym polu, której głowica podzielona jest w pionie na dwa pola, rozdzielone pionową żółtą linią. W polu prawym głowicy umieszczono drewniany budynek barwy złotej, ukazując jego front i jedną ze ścian, w polu lewym wieżę kapitolu barwy złotej, pod którą złoty wieniec. Poniżej głowicy złote uskrzydlone koło ośmioszprychowe umieszczone w złotym odwróconym trójkącie o ściętym półokrągło wierzchołku. Nad tarczą błękitna gwiazda pięciopromienna, pod tarczą wstęga czerwona na której złoty napis "SAINT PAUL".

## Symbolika
Błękitny pas symbolizuje rzekę Missisipi, nad którą leży miasto. Czerwień tarczy herbowej oznacza postęp i ma oddawać ducha miasta, barwa żółta oznacza jasną przyszłość. W tarczy herbowej przedstawiono Log Chapel of Saint Paul - kaplicę zbudowaną przez ks. Luciena Galtiera, od wezwania której wzięło nazwę miasto, budynek kapitolu symbolizuje znaczenie miasta jako stolicy stanu Minnesota. Uskrzydlone koło podkreśla rolę miasta jako węzła komunikacyjnego.

## Historia
Flagę wyłoniono w 1932 roku w drodze konkursu. Została oficjalnie przyjęta 22 listopada tegoż roku. Pierwsza publiczna prezentacja flagi miała miejsce 30 marca 1935, w dniu święta patrona miasta - św. Pawła. Autorką flagi jest Gladys Mittle, która w 1932 roku była uczennicą miejscowego college'u.